# Plecoptera flavilinea
Plecoptera flavilinea là một loài bướm đêm trong họ Erebidae.